# Pinta
Pinta var det tredje skeppet som Christopher Columbus använde under sin första resa till Amerika. De andra två var Santa Maria och Niña. Pinta var en råsegelriggad karavell som var sjutton meter lång och drygt fem meter bred. Hon var det snabbaste fartyget av de tre. Pinta är döpt efter familjen Pinzon, som var hennes ägare. Pinta hade en vikt på 60 ton. I september 1492 seglade Columbus för första gången över Atlanten, Pinta var med på den resan.
Runt fartyget har senare bildats en spökskeppslegend som bland annat refereras till i boken "Ensam seglare jorden runt" av Joshua Slocum.